# Константинов, Владимир Михайлович (футболист)
Владимир Михайлович Константинов (24 августа 1953 — 3 января 2016, Кишинёв) — советский футболист, полузащитник.

## Биография
Воспитанник секции Дворца пионеров Ашхабада. Начинал играть за «Строитель» Ашхабад в первой лиге в 1971 году. В 1974 году провёл 28 матчей, забил один гол за кишинёвский «Нистру» в высшей лиге. В 1977 году вернулся в ашхабадскую команду, в 1980—1981 годах вновь выступал за «Нистру». Завершил карьеру в «Колосе» Никополь. Всего в первой лиге провёл 303 матча, забил 28 голов.
Участник Спартакиады народов СССР 1979 года в составе сборной Туркменской ССР.
Скончался 3 января 2016 года в больнице «Святой Троицы» в Кишинёве. Дочь узнала о его смерти только 19 марта. Похоронен 22 марта на кладбище «Дойна».